# 赞科夫卡农村居民点
赞科夫卡农村居民点（俄语：Занковское сельское поселение）是俄罗斯联邦布良斯克州斯塔罗杜布区所属的一个农村居民点。其下辖有17个居民点，行政中心为克拉斯内。据2015年统计，该农村居民点的人口为1693人。